# Landkreis Rawa Ruska
Powiat Rawa Ruska (niem. Landkreis Rawa Ruska, Kreishauptmannschaft Rawa Ruska, pol. powiat rawski) – jednostka podziału administracyjnego Generalnego Gubernatorstwa, wchodząca w skład dystryktu galicyjskiego. Siedziba dystryktu znajdowała się w Rawie Ruskiej.
Tereny obwodu lwowskiego zostały zajęte przez wojska niemieckie w czerwcu 1941. Galicja Wschodnia weszła 1 sierpnia 1941 w skład Generalnego Gubernatorstwa pod nazwą Dystrykt Galicja na mocy dekretu Adolfa Hitlera z 1 sierpnia 1941. Niemieckie władze wojskowe sprawowały władzę do 5 sierpnia 1941, kiedy to utworzono Landkreis Rawa Ruska.
Landkreis Rawa Ruska istniał do sierpnia 1944, do zajęcia jego terenów przez Armię Czerwoną.